# Met-en-Meerzorg
Met-en-Meerzorg (ook: Meten-Meer-Zorg) is een dorp in de regio Essequibo Islands-West Demerara in Guyana. De plaats telde 3.910 inwoners in 2012.

## Geschiedenis
Met-en-Meerzorg was oorspronkelijk een suikerrietplantage. In 1833, tijdens de afschaffing van de slavernij in Groot-Brittannië, was de plantage eigendom van John Gladstone, de grootste slavenhouder van het Britse rijk. De plantages van Gladstone waren berucht om de slechte condities. Tijdens zijn leven had Gladstone nooit één plantage bezocht. Voor de emancipatie van Met-en-Meerzorg werd een vergoeding uitgekeerd van £21.011.
In 1871 werd het dorp Met-en-Meerzorg opgericht en was de plantage inmiddels verlaten. Het dorp bestond uit een woonwijk en een sloppenwijk. In 1994 kreeg het dorp elektriciteit en in 1997 schoon drinkwater. In 2015 begon in Met-en-Meerzorg een grootschalig woningbouwproject.

## Overzicht
Met-en-Meerzorg heeft een kliniek, winkels, een beroepsopleiding en een lagere school. De middelbare school bevindt zich in het naburige Zeeburg. In 1999 opende het Guyana Heritage Museum in het dorp. Het museum bestaat uit een privécollectie van objecten, kaarten en gebruiksvoorwerpen uit de historie van Guyana. Het museum heeft de beschikking over een grote bibliotheek.
Forteiland · Goed Fortuin · Leonora · Met-en-Meerzorg · Parika · Tuschen · Uitvlugt · Vreed en Hoop · Wakenaam · Windsor Forest · Zeeburg